# Liste der Arbeitslager in Heilongjiang
Umerziehung durch Arbeit ist ein System von Arbeitslagern der Volksrepublik China. Diese Liste führt solche Arbeitslager in der Provinz Heilongjiang auf.
| Name                                          | Unternehmensbezeichnung                             | Stadt/Kreis/Distrikt | Dorf/Stadt                      | Gründungsjahr | Bemerkungen |
| --------------------------------------------- | --------------------------------------------------- | -------------------- | ------------------------------- | ------------- | --- |
| Umerziehung durch Arbeit Changlinzi           |                                                     | Stadt Harbin         | Tuanjie, Distrikt Daowai        |               | Es wird nach Südkorea exportiert |
| Umerziehung durch Arbeit Daqing               |                                                     | Daqing               |                                 |               | Begann 1999, Falun-Gong-Anhänger zu halten |
| Umerziehung durch Arbeit Fulaerji             |                                                     | Fulaerji             |                                 |               | Backsteinherstellung |
| Umerziehung durch Arbeit Fulitun              |                                                     | Fulitun              |                                 |               | unbestätgite Informationen |
| Umerziehung durch Arbeit Jixi                 |                                                     | Jixi                 |                                 |               | früher Kohlenbergbau |
| Umerziehung durch Arbeit Hegang               |                                                     | Hegang               |                                 |               | |
| Umerziehung durch Arbeit Huayuan              | Eisdauerlutscherfabrik; Reparaturladen; Ziegelei    | Harbin               |                                 |               | |
| Umerziehung durch Arbeit Mudanjiang           |                                                     | Mudanjiang           |                                 |               | |
| Umerziehung durch Arbeit Provinz Heilongjiang |                                                     | Harbin               | Distrikt Taiping                |               | |
| Umerziehung durch Arbeit Qianjin              |                                                     | Harbin               |                                 |               | |
| Umerziehung durch Arbeit Qiqihar              |                                                     | Qiqihar              |                                 | 2003          | Früher Umerziehung durch Arbeit Qiqihar Shuanghe und Umerziehung durch Arbeit Fuyu genannt, im Oktober 2003 zusammengelegt. Sie hat über 200 Falun-Gong-Häftlinge gehabt und Gehirnwäsche durchgeführt |
| Umerziehung durch Arbeit Shuangyashan         | Kohlenbergwerk Xinsheng                             | Shuangyashan         |                                 | 1974          | In der ersten Hälfte der 1980er Jahre wurden 40 000 Tonnen Kohle pro Jahr abgebaut |
| Umerziehung durch Arbeit Suihua               | Autoreparatur- und Bedarfsfabrik Xinglong; Ziegelei | Distrikt Suihua      |                                 |               | |
| Umerziehung durch Arbeit Tielu                |                                                     | Qiqihar              |                                 |               | Kümmert sich um schienengebundenen Verkehr in Harbin; ist die einzige Eisenbahn-Umerziehung durch Arbeit                                                                                               |
| Umerziehung durch Arbeit Wanjia               |                                                     | Harbin               | Dorf Xinnong, Distrikt Daoli    | 1984          | Dort sind Falun-Gong-Häftlinge untergebracht |
| Umerziehung durch Arbeit Wudalianchi          |                                                     | Wudalianchi          |                                 |               | unbestätigte Informationen |
| Umerziehung durch Arbeit Yichun               | Forstwirtschaftszentrum Cuiluan                     | Yichun               | zumindest zum Teil in Dongsheng |               | Auch Umerziehung durch Arbeit Beishan genannt |
| Umerziehung durch Arbeit Yimianpo             |                                                     | Shangzhi             |                                 |               | |
| Umerziehung durch Arbeit Yong’an              | Plastikwarenfabrik Longwei                          | Suihua               | Kreis Wangkui                   |               | |
| Umerziehung durch Arbeit Yuquan               |                                                     | Harbin               |                                 | 1984          | |

## Quelle
- Laogai Handbook (2007–2008). (PDF; 3,5 MB) The Laogai Research Foundation, 2008, abgerufen am 10. Januar 2011.